# Énigme du Sphinx

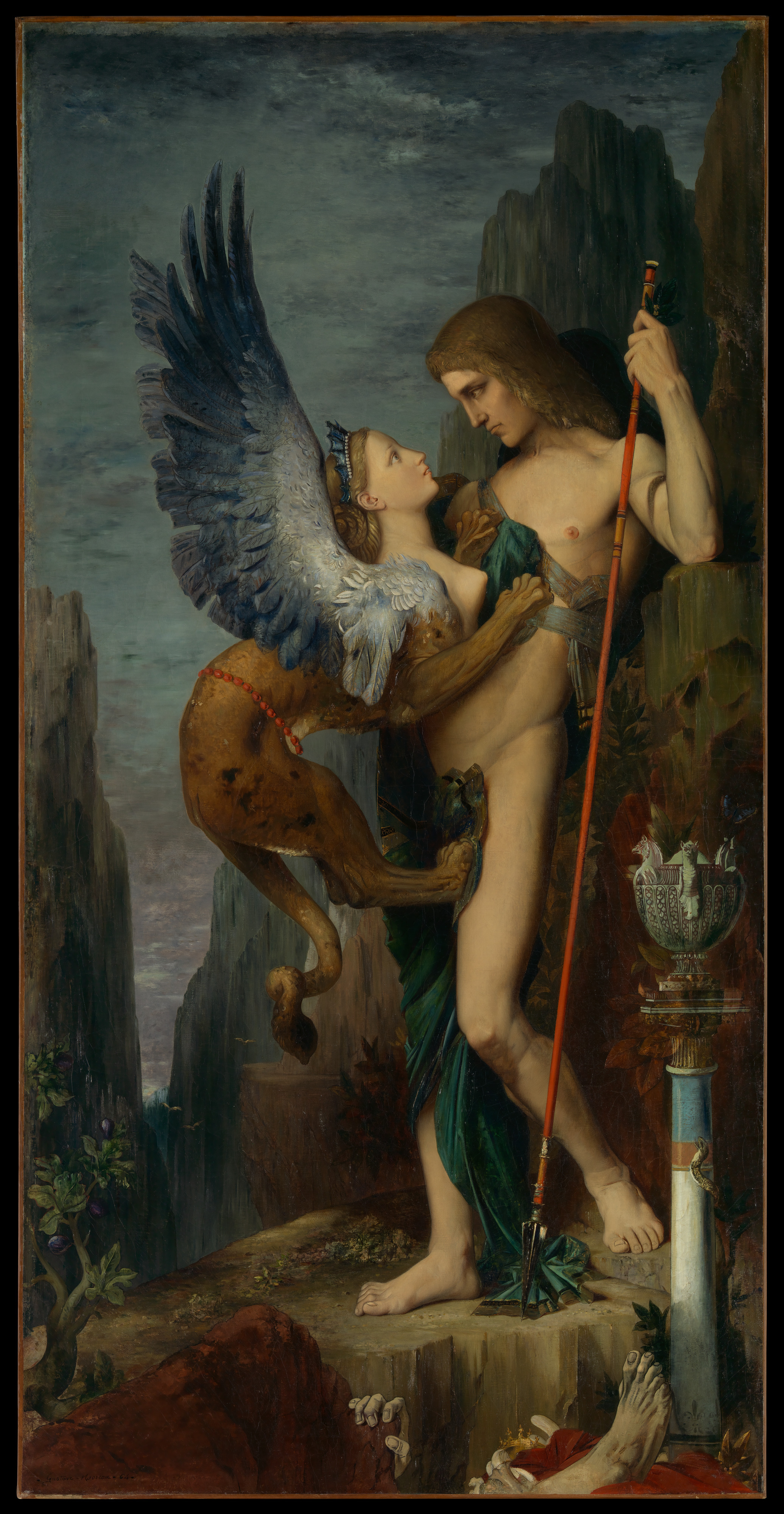
Œdipe et le Sphinx, un tableau de Gustave Moreau.

 (mars 2020).
Si vous disposez d'ouvrages ou d'articles de référence ou si vous connaissez des sites web de qualité traitant du thème abordé ici, merci de compléter l'article en donnant les références utiles à sa vérifiabilité et en les liant à la section « Notes et références ».
L'énigme du Sphinx est une devinette qui, selon la mythologie grecque, fut soumise par le Sphinx à Œdipe, qui en trouva la solution. Il s'agit de déterminer « quel être, pourvu d'une seule voix, a d'abord quatre jambes le matin, puis deux jambes à midi, et trois jambes le soir ? », la réponse correcte du héros étant « l'Homme », lequel enfant marche à quatre pattes, adulte se tient debout seul et âgé s'appuie sur un bâton. L'énigme est un motif culturel récurrent dans les cultures classique et populaire.

## Description de l'énigme

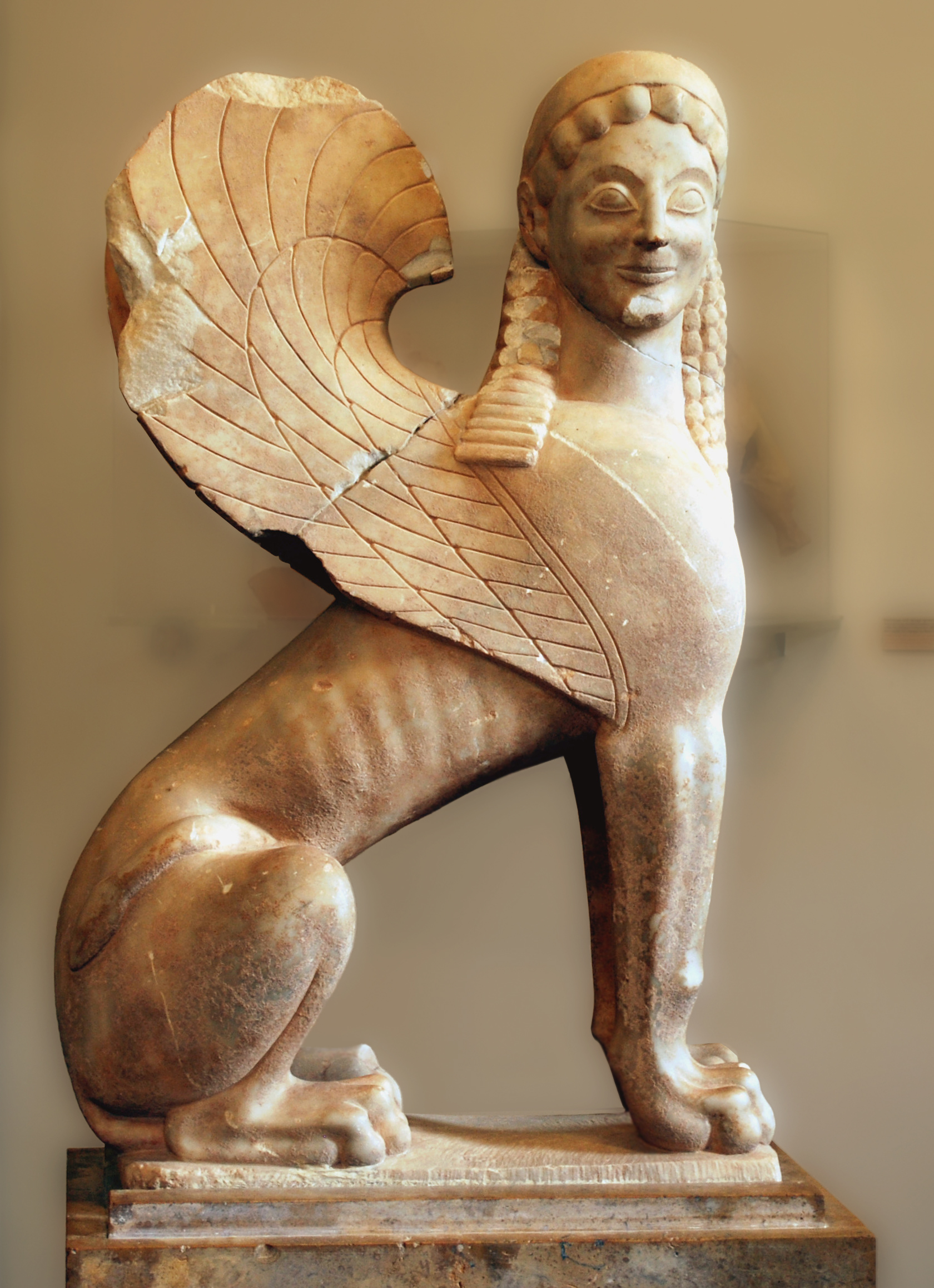
Sphinx grec d'époque archaïque au musée archéologique de Corinthe.

Dans la mythologie grecque, le Sphinx garde l'entrée de la ville grecque de Thèbes, exigeant des voyageurs la réponse à une énigme pour leur permettre de passer. L'énigme exacte n'a pas été mentionnée par les premiers conteurs du mythe, et n'a été spécifiée qu'à la fin de l'histoire grecque.

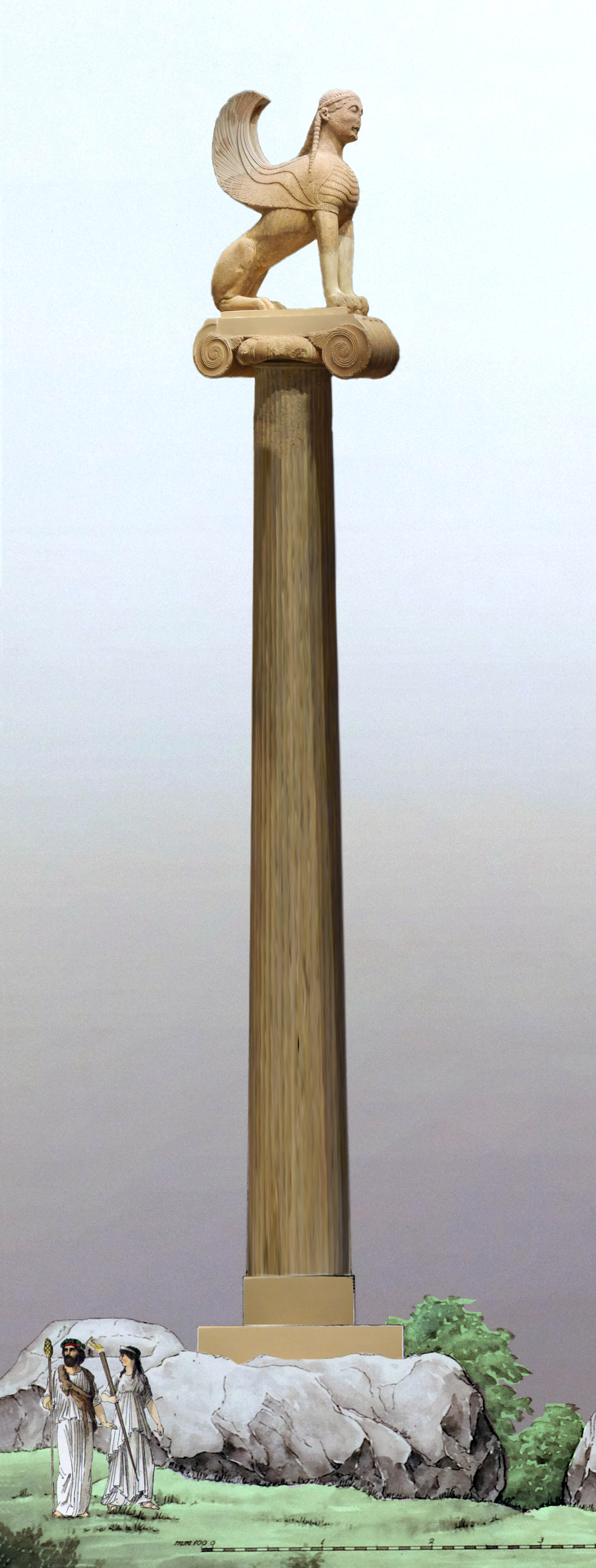
Le Sphinx de Naxos sur sa colonne ionique de 12,5 mètres, Delphes, 560 av. J.-C. (reconstitution).

Il est dit dans la tradition qu'Héra ou Arès envoie le Sphinx de sa patrie éthiopienne (les Grecs se souvenaient toujours de l'origine étrangère du Sphinx) à Thèbes en Grèce où il soumet à tous les passants la célèbre énigme : « quel être, pourvu d'une seule voix, a d'abord quatre jambes le matin, puis deux jambes à midi, et trois jambes le soir ? »
Il étrangle et dévore quiconque ne peut y répondre. Œdipe résout l'énigme en répondant : « L'homme - qui rampe à quatre pattes comme un bébé, puis marche sur deux pieds à l'âge adulte, puis utilise une canne dans la vieillesse ». Rarement, une seconde énigme est évoquée : « Il y a deux sœurs: l'une donne naissance à l'autre et elle, à son tour, donne naissance à la première. Qui sont les deux sœurs? ». La réponse est « jour et nuit » (les deux mots - respectivement ἡμέρα et νύξ - sont féminins en grec ancien). Cette deuxième énigme se retrouve également dans une version gasconne du mythe et pourrait être très ancienne.
Vaincu, le Sphinx se jette alors de son haut rocher et meurt. Dans certaines autres versions, plus rares, Œdipe le tue. Une version alternative raconte qu'il se dévore lui-même[réf. nécessaire]. Dans les deux cas, Œdipe peut donc être reconnu comme une figure de « liminarité », contribuant à effectuer la transition entre les anciennes pratiques religieuses, représentées par la mort du Sphinx, et la montée des nouveaux dieux olympiens.[réf. nécessaire].

## L'énigme dans la culture populaire
Dans le récit de Jean Cocteau de la légende d'Œdipe, La Machine Infernale, le Sphinx donne à Œdipe la réponse à l'énigme afin de se suicider pour ne plus avoir à tuer, ainsi que pour s’en faire aimer. Œdipe part sans jamais le remercier de lui avoir donné la réponse à l'énigme. La scène se termine lorsque le Sphinx et Anubis remontent vers les cieux.
Il existe des interprétations mythiques, anthropologiques, psychanalytiques et parodiques de l'énigme du Sphinx et de la réponse d'Œdipe. Sigmund Freud décrit « la question de l'origine des bébés » comme une énigme du Sphinx.
De nombreux livres d'énigmes utilisent le Sphinx dans leur titre ou leurs illustrations.
Michael Maier l'évoque notamment dans son livre Atalanta Fugiens (1617), supposant que sa solution est la pierre philosophale.

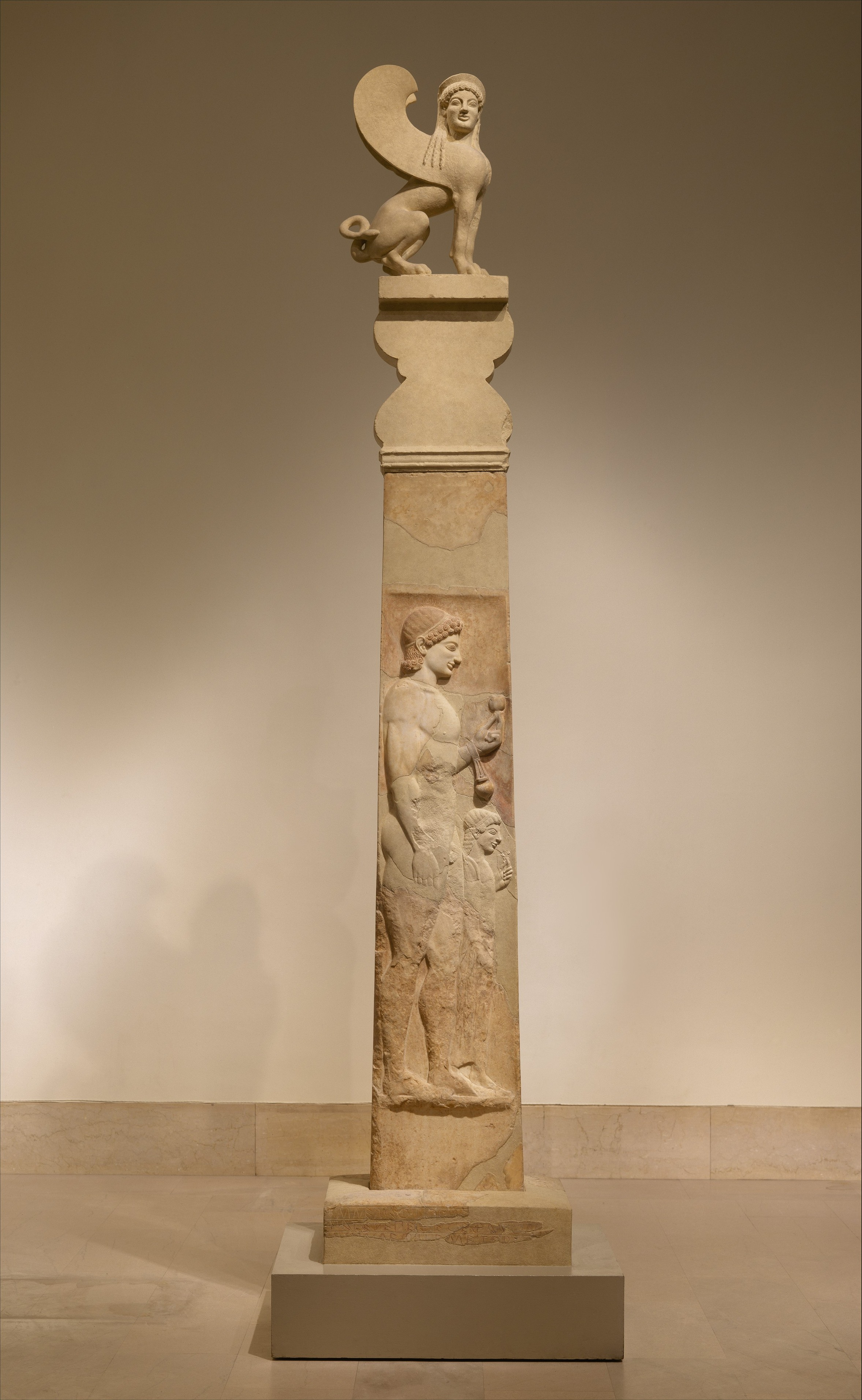
Stèle funéraire, 530 avant notre ère, Grèce .
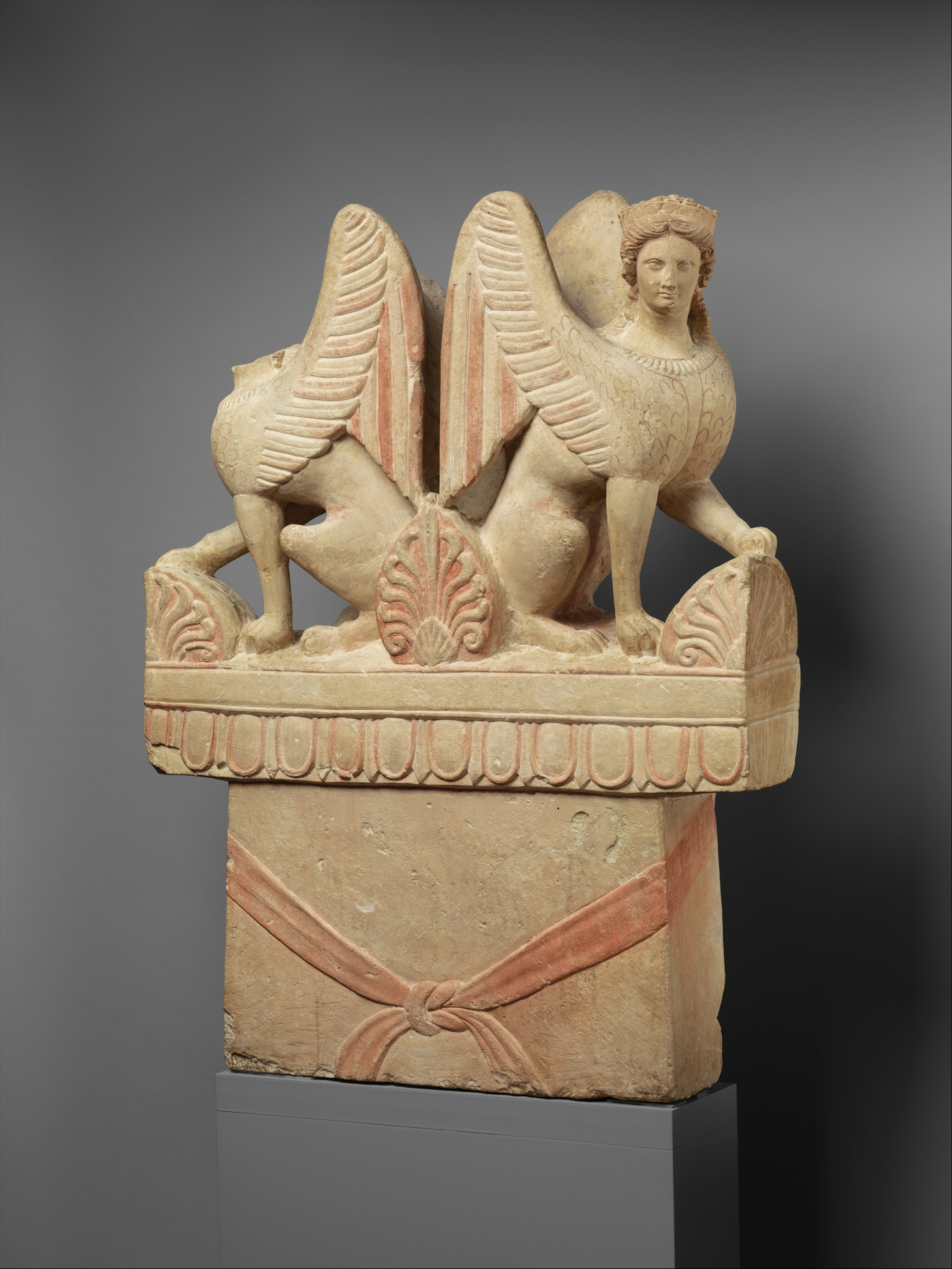
Stèle funéraire en calcaire (fût) surmontée de deux sphinx, Grèce, 5e siècle avant notre ère.
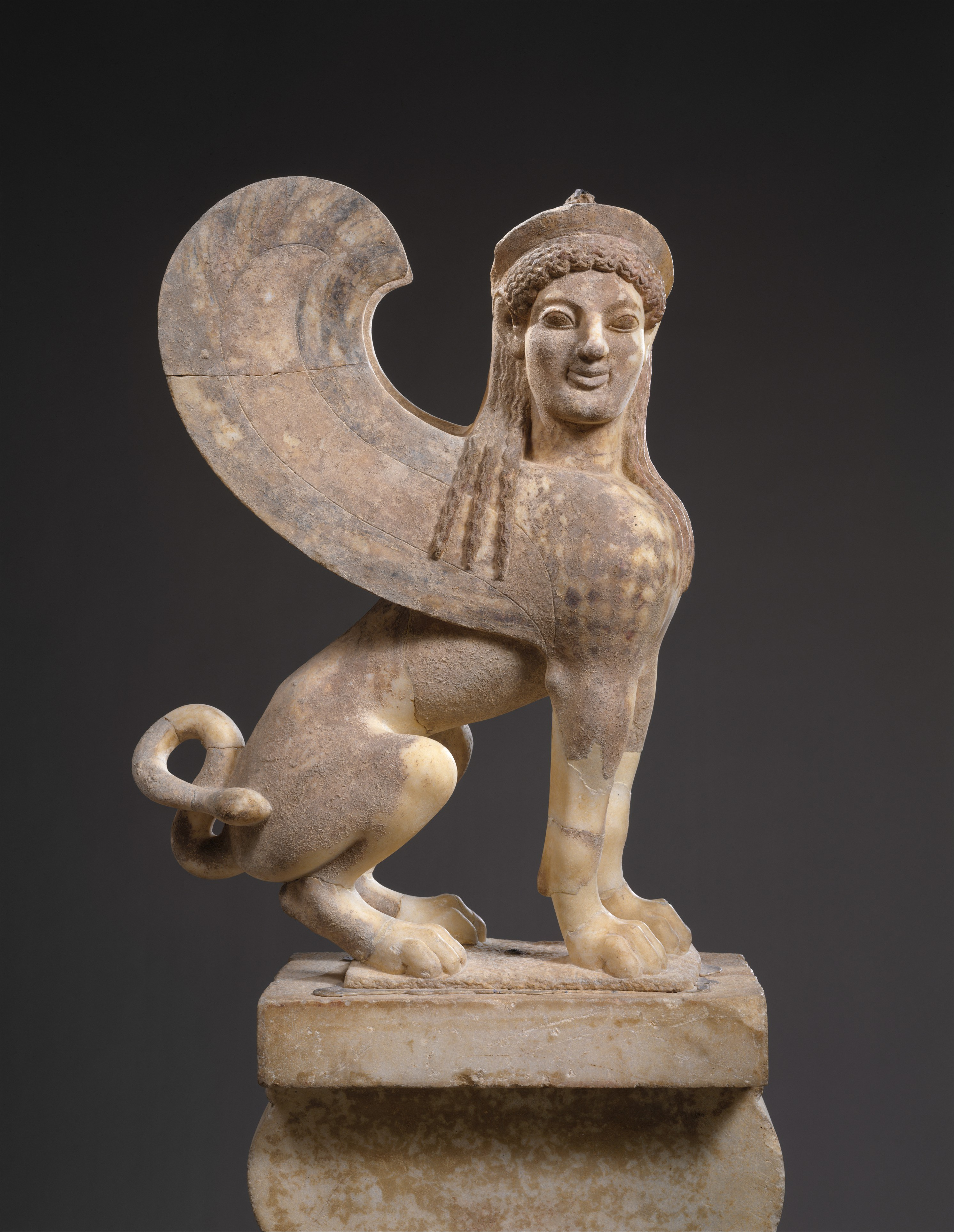
Chapiteau en marbre et fleuron en forme de sphinx, 530 avant notre ère.
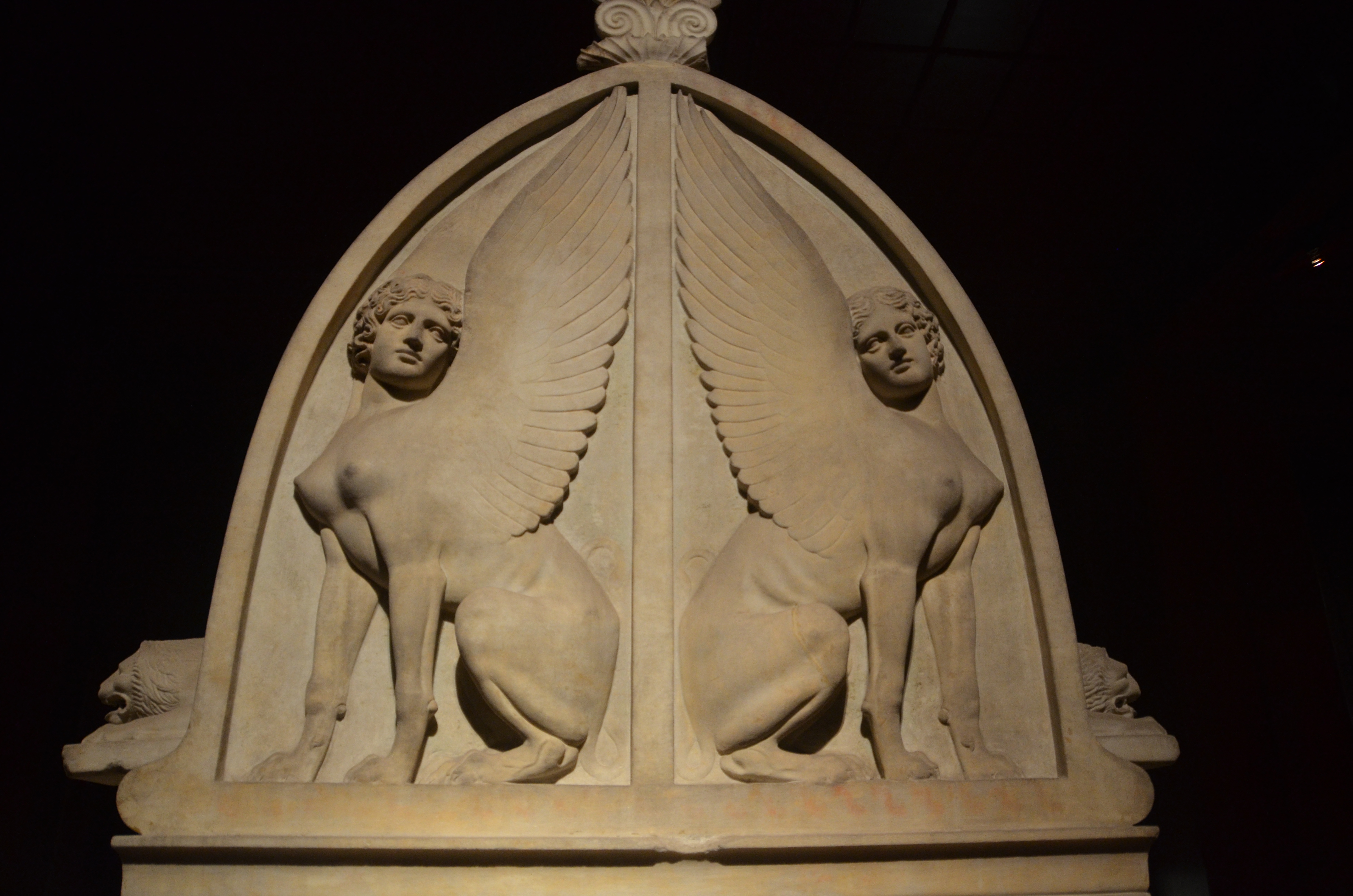
Sphinx sur le sarcophage lycien de Sidon (430–420 avant notre ère).